# Futebol-tênis
Futebol-tênis, também conhecido como futnet, é um desporto que combina aspectos dos esportes quem compõem seu nome.
É praticado com uma bola de futebol numa quadra de tênis.
Existem duas variantes: individual e coletivo, no qual se jogam em duplas, ou trios.

## Copas do Mundo
Desde 1994 a FIFTA realiza copas do mundo, que acontece num intervalo de 2 anos.